# アルファロメオ・C38
アルファロメオ・C38 (Alfa Romeo C38) は、アルファロメオ・レーシング（ザウバー）が2019年のF1世界選手権参戦用に開発したフォーミュラ1カーである。

## 概要
2019年2月14日にフィオラノ・サーキットでシェイクダウンを行い、同月18日にカタロニア・サーキットで正式公開された。
前年に自動車メーカー「アルファロメオ」との提携を開始したザウバーは、本年からネーミングライツによって「アルファロメオ・レーシング」にチーム名称を変更し、コンストラクター名称も「ザウバー」から「アルファロメオ」に変更した。ただしチームの譲渡や買収は無く、これまで通りザウバーが運営の独立したチーム体制となる。マシン名称もザウバー時代のものを引き継ぎ、「C38」となった。

## 2019年シーズン
ドライバーはキミ・ライコネンがフェラーリから移籍。フェラーリとザウバーのリザーブドライバーであるアントニオ・ジョヴィナッツィを迎え、ラインナップを一新した。チーム名はザウバーからアルファロメオに変更されたが、ライコネンはF1デビューを果たした2001年以来の古巣復帰。ジョヴィナッツィは2017年にパスカル・ウェーレインの代走として出場しF1デビューを果たしていたが、今季から初のフル参戦となる。
プレシーズンテストではパワーユニット(PU)が原因のトラブルはあったものの、チームとしては大きなトラブルもなくテストを終えた。開幕戦オーストラリアGPからの予選Q3進出達成や4戦連続入賞を達成。ジョヴィナッツィはフル参戦1年目ということもあり苦戦しているものの、第4戦アゼルバイジャンGPで初のQ3進出を達成。だが、マシン開発の遅れにより第5戦スペインGPからスランプに陥り、特にジョヴィナッツィが失速した。それでも、新パーツを投入したとされる第8戦フランスGPではジョヴィナッツィが予選でQ3に進出し、ライコネンが入賞。続く第9戦オーストリアGPでは2台とも予選Q3に進出し、下位ではあるがダブル入賞を達成。また、ジョヴィナッツィにとってはキャリア初入賞となった。シーズン前半だが、ジョヴィナッツィは苦戦しているものの、ライコネンが好走する形となった。
ところが、他チームのマシン開発やタイヤ規格の対応をめぐる混乱が収まり始めたシーズン後半になると失速。ジョヴィナッツィは下位ながらも2度入賞し、第15戦シンガポールGPでは暫定のラップリーダーとなるなど見せ場を作ったものの、ライコネンは接触やトラブルの不運もあったが、予選Q2進出にも苦労する状況となり、戦闘力の相対的な低下に苦しんだ。第16戦ロシアGP以降は苦戦続きであったが、第20戦ブラジルGPでダブル入賞を達成。そのため、コンストラクターズ8位の獲得には成功したが、全体的な成績は前年とほぼ横ばいな形となった。

## スペック

### シャシー
- 名称︰アルファロメオ・C38
- モノコック︰成形カーボンファイバー
- フロントサスペンション：ダブルウィッシュボーン、プッシュロッド式インボードスプリング&ダンパー
- リアサスペンション：マルチリンク、プルロッド式インボードスプリング&ダンパー
- ブレーキ：ブレンボ 6ピストンキャリパー、カーボン・インダストリー カーボンコンポジット製ディスク&パッド
- トランスミッション：フェラーリ 8速クイックシフト・カーボンギアボックス、縦置き、カーボンコンポジット製クラッチ
- エレクトロニクス：MES
- ERS：フェラーリ
- ステアリングホイール：アルファロメオ・レーシング
- タイヤ：ピレリ
- ホイール：O・Z
- 全長：5,500 mm
- 全幅：2,000 mm
- 全高：950 mm（カメラ除く）
- フロントトレッド：1,650 mm
- リアトレッド：1,550 mm
- 重量：743 kg（ドライバーを含む）

## 記録
- キミ・ライコネン - 43点（ドライバーズランキング12位）
- アントニオ・ジョヴィナッツィ - 14点（同17位）

| 年   | No. | ドライバー       | 1   | 2   | 3   | 4   | 5   | 6   | 7   | 8   | 9   | 10  | 11  | 12  | 13  | 14  | 15  | 16  | 17  | 18  | 19  | 20  | 21  | ポイント | ランキング |
| 年   | No. | ドライバー       | AUS | BHR | CHN | AZE | ESP | MON | CAN | FRA | AUT | GBR | GER | HUN | BEL | ITA | SIN | RUS | JPN | MEX | USA | BRA | ABU | ポイント | ランキング |
| ---- | --- | ---------------- | --- | --- | --- | --- | --- | --- | --- | --- | --- | --- | --- | --- | --- | --- | --- | --- | --- | --- | --- | --- | --- | -------- | ---------- |
| 2019 | 7   | ライコネン       | 8   | 7   | 9   | 10  | 14  | 17  | 15  | 7   | 9   | 8   | 12  | 7   | 16  | 15  | Ret | 13  | 12  | Ret | 11  | 4   | 13  | 57       | 8位        |
| 2019 | 99  | ジョヴィナッツィ | 15  | 11  | 15  | 12  | 16  | 19  | 13  | 16  | 10  | Ret | 13  | 18  | 18† | 9   | 10  | 15  | 14  | 14  | 14  | 5   | 16  | 57       | 8位        |

- 太字はポールポジション、斜字はファステストラップ（key）
- † 印はリタイアだが、90%以上の距離を走行したため規定により完走扱い。